# Abraham Kiptum
Pour les articles homonymes, voir Kiptum.
Abraham Kiptum, né le 15 septembre 1989, est un athlète kényan, spécialiste des courses de fond. 

## Biographie
En 2018 il bat le record du monde du semi-marathon en s'imposant sur le parcours de Valence, en Espagne, en 58 min 18 s. Ce record était détenu depuis 2010 par l'Érythréen Zersenay Tadese.
Abraham Kiptum, qui est entraîné par le mari d’Eunice Kirwa, Joshua Kemei, est interdit de prendre part au marathon de Londres 2019 pour irrégularités de son passeport biologique. Il est finalement suspendu pour une durée de quatre ans par l'Unité d'intégrité de l'athlétisme, et son record du monde annulé.

## Records
| Épreuve       | Performance    | Lieu       | Date              |
| ------------- | -------------- | ---------- | ----------------- |
| Semi-marathon | 59 min 9 s     | Copenhague | 16 septembre 2018 |
| Marathon      | 2 h 5 min 26 s | Amsterdam  | 15 octobre 2017   |